# Achille Adriani
Achille Adriani (geboren am 23. April 1905 in Neapel; gestorben am 12. Dezember 1982 in Rom) war ein italienischer Klassischer Archäologe.
Achille Adriani, Sohn von Luigi Adriani und dessen Frau Luisa, geborene Numeroso, studierte Altertumswissenschaften an der Universität La Sapienza in Rom. In den Jahren 1926 und 1927 nahm er unter der Leitung von Giulio Quirino Giglioli an den Ausgrabungen in Veji teil, deren Ergebnisse er auch veröffentlichte. 1927 wurde er bei Giulio Emanuele Rizzo laureiert. In den Jahren 1928 und 1930 war er Stipendiat der Scuola Archeologica Italiana di Atene. Während dieser Aufenthalte in Griechenland nahm er an den italienischen Untersuchungen auf der ägäischen Insel Lemnos teil. Er bewarb sich 1930 erfolgreich bei der italienischen Altertumsverwaltung und wurde Inspektor bei der Soprintendenza di Napoli, doch bereits 1931 mit der Untersuchung der in Latium gelegenen antiken Stadt Minturnae beauftragt. Ein Jahr später wurde er Direktor des Griechisch-Römischen Museums in Alexandria, eine Position, die er zunächst bis 1940 und nach dem Zweiten Weltkrieg von 1948 bis 1952 innehatte. Zugleich war er vor Beginn des Krieges Sekretär der Société d’archéologie d’Alexandrie und Redakteur des Annuaire du Musée Gréco-Romain d’Alexandrie.
Ausgiebig erforschte er in diesen Jahren die Topographie, die Architektur und Skulptur Alexandrias in römischer Zeit, führte Untersuchungen im Palastviertel der Stadt und in der Nekropole von Mustafa Pascha durch. Mit Ausbruch des Krieges wurde er als Zivilperson bis 1944 in Ägypten interniert, nach Ende des Krieges 1945 als Inspektor der Soprintendenza alle antichità di Roma angestellt. In den Folgejahren bis 1959 publizierte er umfänglich die Ergebnisse seiner alexandrinischen Studien, von 1961 bis 1966 folgten vier Bände des Grundlagenwerks Repertorio d’arte dell’Egitto greco-romano. Im Jahr 1963 wurde er Professor für Archäologie und antike Kunstgeschichte an der Universität Palermo und fing umfangreiche und erstmals systematische Untersuchungen der Stadt Himera im Norden Siziliens an, die er 1967 abschloss. Bereits 1966 wurde er auf den Lehrstuhl für Archäologie der Universität Neapel berufen, 1971 folgte der Wechsel an die Universität La Sapienza, wo er bis zu seinem Ruhestand 1975 lehrte.
Achille Adriani war einer der besten Kenner nicht nur der alexandrinischen Architektur und Topographie, sondern alexandrinischer Kunstäußerung überhaupt. Ihm zu Ehren wurden 1983/84 die dreibändige Festschrift Alessandria e il mondo ellenistico-romano: studi in onore di Achille Adriani herausgegeben und 1984 die Giornate di studio in onore di Achille Adriani veranstaltet.

## Mitgliedschaften
- Deutsches Archäologisches Institut (ordentliches Mitglied ab 1939)
- Institut d’Égypte
- Pontificia Accademia Romana di Archeologia
- Accademia Nazionale dei Lincei,
- Accademia di Lettere, Archeologia e Belle Arti di Napoli
- Accademia di Lettere, Archeologia e Belle Arti di Palermo

## Publikationen (Auswahl)
Eine Bibliographie zu den Schriften Achille Adrianis bietet: Elena Epifanio: Scritti di Achille Adriani. In: Giuseppina Barone, Elena Epifanio Vanni, Nicola Bonacasa, Antonino Di Vita (Hrsg.): Alessandria e il mondo ellenistico-romano. Studi in onore di Achille Adriani. Band 1. „L’Erma“ di Bretschneider, Rom 1983, S. XV–XIX.
- Scavi di Minturno, 1931–1933. Catalogo di sculture. 1938.
- Le gobelet en argent des amours vendangeurs du Musée d’Alexandrie. Société de publications égyptiennes 1939.
- Sculture in tufo. Bretschneider, Rom 1939.
- Documenti e ricerche d’arte alessandrina. Sculture monumentali del Museo Greco-romano di Alessandria. „L’Erma“ di Bretschneider, Rom 1947.
- Testimonianze e momenti di scultura alessandrina. „L’Erma“ di Bretschneider, Rom 1948.
- Himera. Band 1: Campagne di scavo 1963-1965. „L’Erma“ di Bretschneider, Rom 1970.
- Lezioni sull'arte alessandrina. Libreria scientifica editrice, Neapel 1972.
- postum: La tomba di Alessandro: realtà, ipotesi e fantasie. „L’Erma“ di Bretschneider, Rom 2000.